# 11-я гвардейская штурмовая авиационная дивизия
11-я гвардейская штурмовая авиационная Нежинская Краснознамённая ордена Суворова дивизия (11-я гв. шад) — соединение Военно-воздушных сил (ВВС) Вооружённых сил РККА штурмовой авиации, принимавшее участие в боевых действиях Великой Отечественной войны.

## Наименования дивизии
- 299-я штурмовая авиационная дивизия[1];
- 299-я штурмовая авиационная Нежинская дивизия[1];
- 299-я штурмовая авиационная Нежинская Краснознамённая дивизия[1];
- 299-я штурмовая авиационная Нежинская Краснознамённая ордена Суворова дивизия[1];
- 11-я гвардейская штурмовая авиационная Нежинская Краснознамённая ордена Суворова дивизия (19.08.1944 г.)[1];
- 200-я гвардейская штурмовая авиационная Нежинская Краснознамённая ордена Суворова дивизия (20.02.1949 г.)[1];
- 200-я гвардейская истребительно-бомбардировочная авиационная Нежинская Краснознамённая ордена Суворова дивизия (01.08.1956 г.)[1];
- Полевая почта 29741[1].

## История и боевой путь дивизии

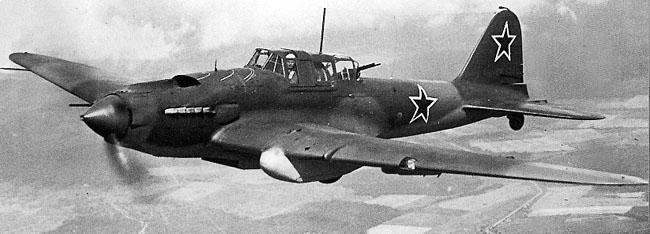
Штурмовик Ил-2 стоял на вооружении полков дивизии с мая 1942 года.

11-я гвардейская штурмовая авиационная Нежинская Краснознамённая ордена Суворова дивизия создана переименованием 299-й штурмовой авиационной дивизией за образцовое выполнение заданий командования и проявленные при этом мужество и героизм Приказом НКО СССР № 0270 от 19 августа 1944 года.
После присвоения гвардейского звания дивизия в составе 16-й воздушной армии 1-го Белорусского фронта участвовала в Варшавско-Познанской наступательной и Восточно-Померанской наступательной операциях. В ходе Варшавско-Познанской наступательной операции части дивизии поддерживали войска фронта при освобождении Варшавы и борьбе за плацдармы на р. Одер. В конце войны дивизия участвовала в Берлинской наступательной операции.
В составе действующей армии дивизия находилась с 19 августа 1943 года по 9 мая 1945 года.
В послевоенный период дивизия входила в состав 16-й воздушной армии Группы советских оккупационных войск в Германии. 11-я гвардейская Нежинская штурмовая авиационная Краснознамённая ордена Суворова дивизия 20 февраля 1949 года на основании директивы Генерального штаба от 10.01.1949 г. была переименована в 200-ю гвардейскую Нежинскую штурмовую авиационную Краснознамённую ордена Суворова дивизию. На вооружении полков в этот период стояли на вооружении Ил-10. С 50-х годов на вооружение полка стали поступать самолёты МиГ-15. На этом типе самолёта дивизия выполняла задачи учебно-боевой подготовки по поддержке войск над полем боя.
200-я гвардейская Нежинская штурмовая авиационная Краснознамённая ордена Суворова дивизия в августе 1956 года была переведена в истребительно-бомбардировочную авиацию и получила наименование 200-я гвардейская Нежинская истребительно-бомбардировочная авиационная Краснознамённая ордена Суворова дивизия.
В связи с сокращениями Вооружённых сил 200-я гвардейская Нежинская истребительно-бомбардировочная авиационная Краснознамённая ордена Суворова дивизия в 1957 году была расформирована в составе ВВС Воронежского военного округа на аэродроме Воронеж.

## Командиры дивизии
- Подполковник Храмченко Василий Павлович[2], период нахождения в должности (ВРИД): с 10 августа 1944 года по 13 сентября 1944 года.
- Подполковник Наконечников Александр Георгиевич[2], период нахождения в должности: с 13 сентября 1944 года по июль 1945 года.

## В составе объединений
| Дата          | Фронт (округ)                                   | Армия                            | Корпус                            | Примечания |
| ------------- | ----------------------------------------------- | -------------------------------- | --------------------------------- | ---------- |
| 19.08.1944 г. | 1-й Белорусский фронт                           | 16-я воздушная армия             | -                                 | -          |
| 09.05.1945 г. | 1-й Белорусский фронт                           | 16-я воздушная армия             | -                                 | -          |
| 10.06.1945 г. | Группа советских оккупационных войск в Германии | 16-я воздушная армия             | -                                 | -          |
| 01.07.1945 г. | Группа советских оккупационных войск в Германии | 16-я воздушная армия             | 6-й штурмовой авиационный корпус  | -          |
| 20.02.1949 г. | Группа советских оккупационных войск в Германии | 24-я воздушная армия             | 75-й штурмовой авиационный корпус | -          |
| 01.06.1956 г. | Воронежский военный округ                       | ВВС Воронежского военного округа | -                                 | -          |

## Части и отдельные подразделения дивизии
За весь период своего существования боевой состав дивизии претерпевал изменения:

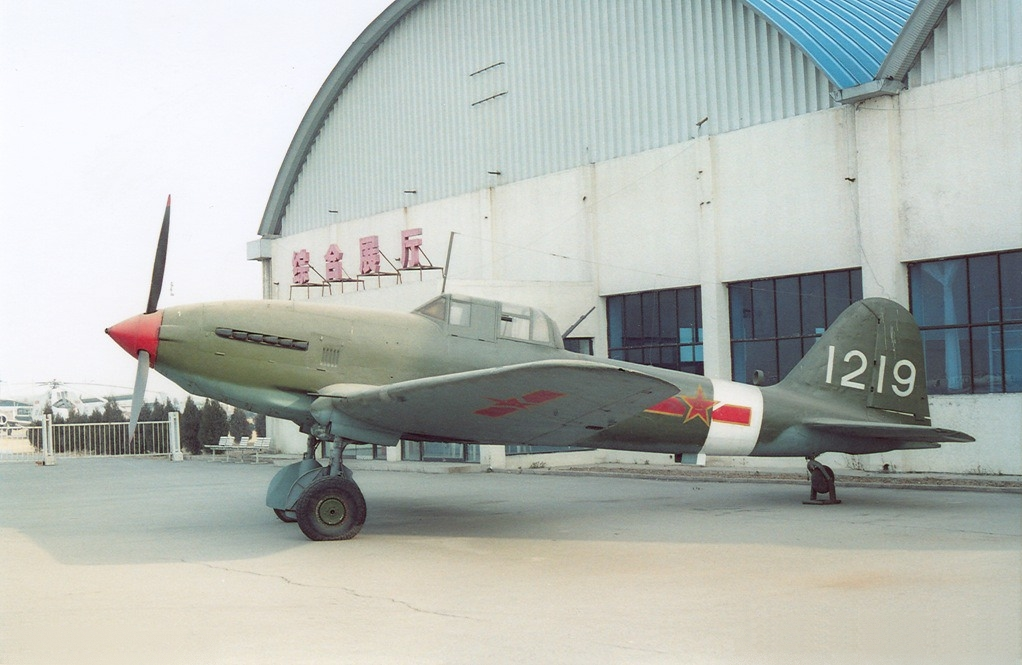
Штурмовик Ил-10 стоял на вооружении полков дивизии с середины 40-х годов. На фотографии сохранившийся экземпляр самолета в китайском музее авиации.

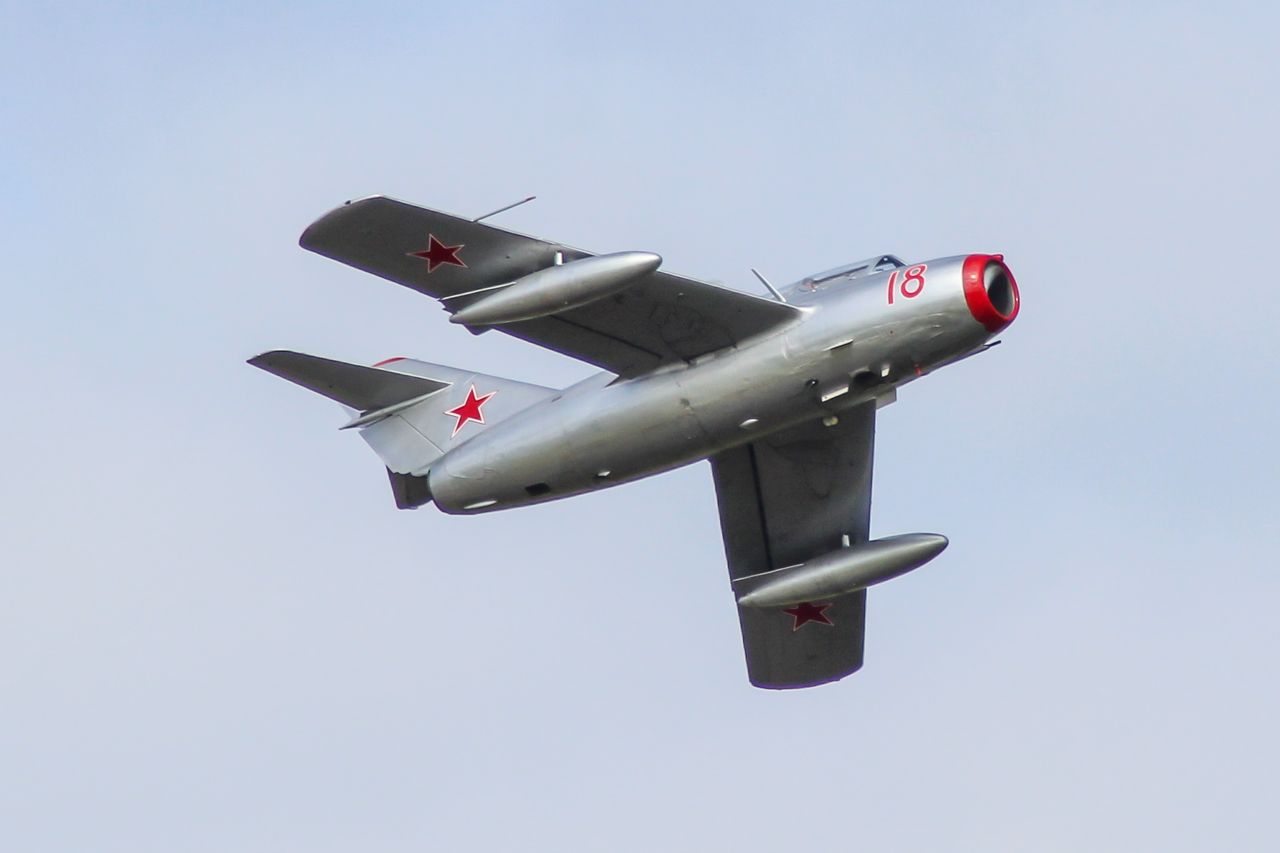
На смену штурмовику Ил-10 в 50-х годах XX века пришел истребитель МиГ-15, который дивизия использовала в варианте истребителя-бомбардировщика.

| Период                  | Наименование                                                               | Вооружение                                     |
| ----------------------- | -------------------------------------------------------------------------- | ---------------------------------------------- |
| 19.08.1944 — 01.04.1947 | 173-й гвардейский штурмовой авиационный полк                               | Ил-2, расформирован в дивизии                  |
| 19.08.1944 — 20.02.1949 | 174-й гвардейский штурмовой авиационный полк, переименован в 710-й гв. шап | Ил-2                                           |
| 19.08.1944 — 20.02.1949 | 175-й гвардейский штурмовой авиационный полк, переименован в 830-й гв. шап | Ил-2                                           |
| 01.03.1947 — 20.02.1949 | 33-й гвардейский штурмовой авиационный полк, переименован в 664-й гв. шап  | Ил-2                                           |
| 01.12.1945 —            | 106-й штурмовой авиационный полк, прибыл из 300-й шад                      | Ил-2                                           |
| 20.02.1949 — 1954       | 664-й гвардейский штурмовой авиационный полк, заменён на 823-й гв. шап     | Ил-10, убыл в состав 114-й гв. шад             |
| 20.02.1949 — 01.08.1956 | 710-й гвардейский штурмовой авиационный полк                               | Ил-10, МиГ-15, МиГ-17                          |
| 1954 — 01.08.1956       | 823-й гвардейский штурмовой авиационный полк                               | Ил-10, МиГ-15, МиГ-17, прибыл из 114-й гв. шад |
| 20.02.1949 — 01.08.1956 | 830-й гвардейский штурмовой авиационный полк                               | Ил-10, МиГ-15, МиГ-17                          |
| 01.08.1956 — 01.01.1957 | 710-й гвардейский истребительно-бомбардировочный авиационный полк          | МиГ-17                                         |
| 01.08.1956 — 01.01.1957 | 823-й гвардейский истребительно-бомбардировочный авиационный полк          | МиГ-17                                         |
| 01.08.1956 — 01.01.1957 | 830-й гвардейский истребительно-бомбардировочный авиационный полк          | МиГ-17                                         |

## Участие в операциях и битвах
- Белорусская операция «Багратион» — с 19 августа 1944 года по 29 августа 1944 года.
- Висло-Одерская наступательная операция:
  - Варшавско-Познанская наступательная операция — с 14 января 1945 года по 3 февраля 1945 года.
- Восточно-Померанская операция — с 10 февраля 1945 года по 4 апреля 1945 года.
- Берлинская наступательная операция — с 16 апреля 1945 года по 8 мая 1945 года.

## Награды
- 173-й гвардейский штурмовой авиационный Слуцкий Краснознамённый полк за образцовое выполнение заданий командования в боях с немецкими захватчиками при овладении городом и крепостью Познань и проявленные при этом доблесть и мужество Указом Президиума Верховного Совета СССР от 5 апреля 1945 года награждён орденом Кутузова III степени. Указ доведен приказом НКО № 092 от 31 мая 1945 года[4].
- 175-й гвардейский Слуцкий штурмовой авиационный Краснознамённый полк за образцовое выполнение заданий командования в боях с немецкими захватчиками при овладении городом и крепостью Познань и проявленные при этом доблесть и мужество Указом Президиума Верховного Совета СССР от 5 апреля 1945 года награждён орденом «Суворова III степени». Указ доведен приказом НКО № 092 от 31 мая 1945 года[4].

## Благодарности Верховного Главнокомандующего
Верховным Главнокомандующим дивизии объявлены благодарности:
- За отличие в боях при овладении крепостью Прага — предместьем Варшавы и важным опорным пунктом обороны немцев на восточном берегу Вислы[5].
- За отличие в боях при овладении городом Варшава — важнейшим стратегическим узлом обороны немцев на реке Висла[6].
- За отличие в боях при овладении городами Лодзь, Кутно, Томашув (Томашов), Гостынин и Ленчица[7].
- За отличие в боях при овладении городами Бервальде, Темпельбург, Фалькенбург, Драмбург, Вангерин, Лабес, Фрайенвальде, Шифельбайн, Регенвальде и Керлин — важными узлами коммуникаций и сильными опорными пунктами обороны немцев в Померании.[8].
- За отличие в боях при овладении городами Бельгард, Трептов, Грайфенберг, Каммин, Гюльцов и Плате — важными узлами коммуникаций и сильными опорными пунктами обороны немцев в Западной Померании.[9].
- За отличие в боях при овладении городами городами Голлнов, Штепениц и Массов — важными опорными пунктами обороны немцев на подступах к Штеттину[10].
- За отличие в боях при овладении городом Альтдамм и ликвидации сильно укрепленного плацдарма немцев на правом берегу реки Одер восточнее Штеттина[11].
- За отличие в боях при овладении городами Франкфурт-на-Одере, Вандлитц, Ораниенбург, Биркенвердер, Геннигсдорф, Панков, Фридрихсфелъде, Карлсхорст, Кепеник и вступление в столицу Германии город Берлин[12].
- За ликвидацию группы немецких войск, окруженной юго-восточнее Берлина[13].

## Отличившиеся воины дивизии
- Бизяев Дмитрий Иванович, гвардии лейтенант, командир звена 173-го гвардейского штурмового авиационного полка 11-й гвардейской штурмовой авиационной дивизии 16-й воздушной армии Указом Президиума Верховного Совета СССР от 15 мая 1946 года удостоен звания Герой Советского Союза. Золотая Звезда № 7021.
- Вагин Сергей Тимофеевич, гвардии младший лейтенант, старший лётчик 175-го гвардейского штурмового авиационного полка 11-й гвардейской штурмовой авиационной дивизии 16-й воздушной армии Указом Президиума Верховного Совета СССР от 15 мая 1946 года удостоен звания Герой Советского Союза. Золотая Звезда № 7022.
- Васильев Александр Матвеевич, гвардии майор, заместитель командира 173-го гвардейского штурмового авиационного полка 11-й гвардейской штурмовой авиационной дивизии 16-й воздушной армии Указом Президиума Верховного Совета СССР от 15 мая 1946 года удостоен звания Герой Советского Союза. Золотая Звезда № 7023.
- Гаврилов Виктор Савельевич, гвардии лейтенант, старший лётчик 173-го гвардейского штурмового авиационного полка 11-й гвардейской штурмовой авиационной дивизии 16-й воздушной армии Указом Президиума Верховного Совета СССР от 23 февраля 1945 года удостоен звания Герой Советского Союза. Золотая Звезда № 4923.
- Докучалов Павел Семёнович, гвардии старший лейтенант, командир звена 175-го гвардейского штурмового авиационного полка 11-й гвардейской штурмовой авиационной дивизии 16-й воздушной армии Указом Президиума Верховного Совета СССР от 15 мая 1946 года удостоен звания Герой Советского Союза. Золотая Звезда № 7024.
- Кучинский Михаил Иванович, гвардии капитан, заместитель командира эскадрильи 173-го гвардейского штурмового авиационного полка 11-й гвардейской штурмовой авиационной дивизии 16-й воздушной армии Указом Президиума Верховного Совета СССР от 23 февраля 1945 года удостоен звания Герой Советского Союза. Золотая Звезда № 4908.
- Лазарев Василий Романович, гвардии старший лейтенант, командир звена 173-го гвардейского штурмового авиационного полка 11-й гвардейской штурмовой авиационной дивизии 16-й воздушной армии Указом Президиума Верховного Совета СССР от 15 мая 1946 года удостоен звания Герой Советского Союза. Золотая Звезда № 6146.
- Лебедев Дмитрий Ильич, гвардии старший лейтенант, заместитель командира эскадрильи 173-го гвардейского штурмового авиационного полка 11-й гвардейской штурмовой авиационной дивизии 16-й воздушной армии Указом Президиума Верховного Совета СССР от 15 мая 1946 года удостоен звания Герой Советского Союза. Золотая Звезда № 7532.
- Малин Константин Яковлевич, гвардии младший лейтенант, старший лётчик 175-го гвардейского штурмового авиационного полка 11-й гвардейской штурмовой авиационной дивизии 16-й воздушной армии Указом Президиума Верховного Совета СССР от 15 мая 1946 года удостоен звания Герой Советского Союза. Золотая Звезда № 7025.
- Моисеев Олег Владимирович, гвардии старший лейтенант, командир звена 175-го гвардейского штурмового авиационного полка 11-й гвардейской штурмовой авиационной дивизии 16-й воздушной армии Указом Президиума Верховного Совета СССР от 15 мая 1946 года удостоен звания Герой Советского Союза. Золотая Звезда № 7026.
- Нечепуренко Иван Иванович, гвардии лейтенант, командир звена 173-го гвардейского штурмового авиационного полка 11-й гвардейской штурмовой авиационной дивизии 16-й воздушной армии Указом Президиума Верховного Совета СССР от 15 мая 1946 года удостоен звания Герой Советского Союза. Золотая Звезда № 7027.
- Писаревский Николай Фёдорович, гвардии старший лейтенант, командир звена 173-го гвардейского штурмового авиационного полка 11-й гвардейской штурмовой авиационной дивизии 16-й воздушной армии Указом Президиума Верховного Совета СССР от 23 февраля 1945 года удостоен звания Герой Советского Союза. Золотая Звезда № 4921.
- Просвирнов Михаил Алексеевич, гвардии капитан, командир эскадрильи 175-го гвардейского штурмового авиационного полка 11-й гвардейской штурмовой авиационной дивизии 16-й воздушной армии Указом Президиума Верховного Совета СССР от 15 мая 1946 года удостоен звания Герой Советского Союза. Золотая Звезда № 7028.
- Селянин Евгений Николаевич, гвардии старший лейтенант, заместитель командира эскадрильи 174-го гвардейского штурмового авиационного полка 11-й гвардейской штурмовой авиационной дивизии 16-й воздушной армии Указом Президиума Верховного Совета СССР от 23 февраля 1945 года удостоен звания Герой Советского Союза. Золотая Звезда № 5332.
- Тихонов Борис Николаевич, гвардии старший лейтенант, командир звена 175-го гвардейского штурмового авиационного полка 11-й гвардейской штурмовой авиационной дивизии 16-й воздушной армии Указом Президиума Верховного Совета СССР от 15 мая 1946 года удостоен звания Герой Советского Союза. Золотая Звезда № 7029.
- Фатеев Иван Фёдорович, гвардии старший лейтенант, заместитель командира эскадрильи 175-го гвардейского штурмового авиационного полка 11-й гвардейской штурмовой авиационной дивизии 16-й воздушной армии Указом Президиума Верховного Совета СССР от 15 мая 1946 года удостоен звания Герой Советского Союза. Золотая Звезда № 7030.
- Фесенко Михаил Ильич, гвардии старший лейтенант, заместитель командира эскадрильи 175-го гвардейского штурмового авиационного полка 11-й гвардейской штурмовой авиационной дивизии 16-й воздушной армии Указом Президиума Верховного Совета СССР от 15 мая 1946 года удостоен звания Герой Советского Союза. Золотая Звезда № 7031.
- Хрюкин Сергей Кузьмич, гвардии капитан, командир эскадрильи 173-го гвардейского штурмового авиационного полка 11-й гвардейской штурмовой авиационной дивизии 16-й воздушной армии Указом Президиума Верховного Совета СССР от 23 февраля 1945 года удостоен звания Герой Советского Союза. Золотая Звезда № 4910.
- Шарков Валентин Иванович, гвардии старший лейтенант, заместитель командира эскадрильи 173-го гвардейского штурмового авиационного полка 11-й гвардейской штурмовой авиационной дивизии 16-й воздушной армии Указом Президиума Верховного Совета СССР от 23 февраля 1945 года удостоен звания Герой Советского Союза. Золотая Звезда № 4914.
- Шатин Геннадий Николаевич, гвардии младший лейтенант, командир звена 175-го гвардейского штурмового авиационного полка 11-й гвардейской штурмовой авиационной дивизии 16-й воздушной армии Указом Президиума Верховного Совета СССР от 15 мая 1946 года удостоен звания Герой Советского Союза. Золотая Звезда № 7032.
- Шмырин Фёдор Сергеевич, гвардии младший лейтенант, командир звена 175-го гвардейского штурмового авиационного полка 11-й гвардейской штурмовой авиационной дивизии 16-й воздушной армии Указом Президиума Верховного Совета СССР от 15 мая 1946 года удостоен звания Герой Советского Союза. Золотая Звезда № 7048.
- Шургая Шота Иосифович, гвардии лейтенант, командир звена 175-го гвардейского штурмового авиационного полка 11-й гвардейской штурмовой авиационной дивизии 16-й воздушной армии Указом Президиума Верховного Совета СССР от 15 мая 1946 года удостоен звания Герой Советского Союза. Золотая Звезда № 6155.

## Базирование
| Период               | Место базирования                 |
| -------------------- | --------------------------------- |
| 04.1945 — 01.07.1945 | Каблов, Германия                  |
| 01.07.1945 — 08.1947 | Альтес-Лагер (аэродром), Германия |
| 08.1947 — 08.1949    | Котбус, Германия                  |
| 08.1949 — 10.1953    | Эльстал, Германия                 |
| 10.1953 — 06.1956    | Бранденбург, Германия             |
| 06.1956 — 1957       | Воронеж                           |